# رحمی کوچ
رحمی کوچ (به انگلیسی: Rahmi Koç) (زاده ۱۹۳۰) کارآفرین، بازرگان و مدیر ارشد اجرایی ترکیه ای است، که در حال حاضر به‌عنوان مدیر عامل اجرایی شرکت فورد اتوسان و رئیس هیئت مدیره شرکت‌های آرچلیک و آیگاز فعالیت می‌کند. وی فرزند وهبی کوچ می‌باشد.